# Geschichten aus der Gruft/Episodenliste
Die Episodenliste enthält alle Episoden der US-amerikanischen Fernsehserie Geschichten aus der Gruft, sortiert nach der US-amerikanischen Erstausstrahlung. Zwischen 1989 und 1996 entstanden in sieben Staffeln 93 Episoden und zwei Spielfilme. Ein dritter Film wurde 2001, nach Einstellung der Serie produziert.

## Überblick
| Staffel | Episodenanzahl | Erstausstrahlung USA | Erstausstrahlung USA                               |
| Staffel | Episodenanzahl | Staffelpremiere      | Staffelfinale                                      |
| ------- | -------------- | -------------------- | -------------------------------------------------- |
| 1       | 6              | 10. Juni 1989        | 28. Juni 1989                                      |
| 2       | 18             | 21. April 1990       | 31. Juli 1990                                      |
| 3       | 14             | 15. Juni 1991        | 28. August 1991                                    |
| 4       | 14             | 27. Juni 1992        | 16. September 1992                                 |
| 5       | 13             | 2. Oktober 1993      | 8. Dezember 1993                                   |
| 6       | 15             | 31. Oktober 1994     | 25. Januar 1995                                    |
| 7       | 13             | 19. April 1996       | 19. Juli 1996                                      |
| Filme   | 3              | 13. Januar 1995      | 18. September 2002 (Philippinen) 2. Mai 2006 (USA) |

## Episoden

### Staffel 1 (1989)
| Nr.  | Originaltitel                | Deutscher Titel              | US-Erstausstrahlung | Dt. Erstausstrahlung |
| ---- | ---------------------------- | ---------------------------- | ------------------- | -------------------- |
| 1.01 | The Man Who Was Death        | Wer zuletzt stirbt           | 10. Juni 1989       | 1. Mai 1995          |
| 1.02 | And All Through the House    | Stille Nacht – blutige Nacht | 10. Juni 1989       | 1. Mai 1995          |
| 1.03 | Dig That Cat… He's Real Gone | Der lebende Tote             | 10. Juni 1989       | 1. Mai 1995          |
| 1.04 | Only Sin Deep                | Schön wie die Sünde          | 14. Juni 1989       | 3. Oktober 1997      |
| 1.05 | Lover Come Hack to Me        | Die perfekte Hochzeitsnacht  | 21. Juni 1989       | 3. Oktober 1997      |
| 1.06 | Collection Completed         | Das Prunkstück der Sammlung  | 28. Juni 1989       | 31. Oktober 1997     |

### Staffel 2 (1990)
| Nr.  | Originaltitel                   | Deutscher Titel              | US-Erstausstrahlung | Dt. Erstausstrahlung |
| ---- | ------------------------------- | ---------------------------- | ------------------- | -------------------- |
| 2.01 | Dead Right                      | Eine dicke Erbschaft         | 21. April 1990      | 31. Oktober 1997     |
| 2.02 | The Switch                      | Das Tauschgeschäft           | 21. April 1990      | 24. Dezember 1996    |
| 2.03 | Cutting Cards                   | Spielerehre                  | 21. April 1990      | 31. Oktober 1997     |
| 2.04 | Til Death                       | Auf ewig Dein                | 24. April 1990      | 31. Oktober 1997     |
| 2.05 | Three's a Crowd                 | Alles Gute zum Hochzeitstag! | 1. Mai 1990         | 31. Oktober 1997     |
| 2.06 | The Thing From the Grave        | Versprochen ist versprochen  | 8. Mai 1990         | 31. Oktober 1997     |
| 2.07 | The Sacrifice                   | Opfer aus Liebe              | 15. Mai 1990        | 31. Oktober 1997     |
| 2.08 | For Cryin' Out Loud             | Kleiner Mann im Ohr          | 22. Mai 1990        | 31. Oktober 1997     |
| 2.09 | Four-Sided Triangle             | Landliebe                    | 29. Mai 1990        | 28. November 1997    |
| 2.10 | The Ventriloquist's Dummy       | Die Bauchrednerpuppe         | 5. Juni 1990        | 28. November 1997    |
| 2.11 | Judy, You're Not Yourself Today | Wer ist hier die Hexe?       | 12. Juni 1990       | 28. November 1997    |
| 2.12 | Fitting Punishment              | Der Beileidsonkel            | 19. Juni 1990       | 28. November 1997    |
| 2.13 | Korman's Kalamity               | Monster wie im Bilderbuch    | 26. Juni 1990       | 28. November 1997    |
| 2.14 | Lower Berth                     | Ein Kind der Liebe           | 3. Juli 1990        | 28. November 1997    |
| 2.15 | Mute Witness to Murder          | Die stumme Zeugin            | 10. Juli 1990       | 28. November 1997    |
| 2.16 | Television Terror               | Hortons Horror               | 17. Juli 1990       | 26. Dezember 1997    |
| 2.17 | My Brother's Keeper             | Nicht ohne meinen Bruder     | 24. Juli 1990       | 26. Dezember 1997    |
| 2.18 | The Secret                      | Das Geheimnis                | 31. Juli 1990       | 24. Dezember 1996    |

### Staffel 3 (1991)
| Nr.  | Originaltitel         | Deutscher Titel        | US-Erstausstrahlung | Dt. Erstausstrahlung |
| ---- | --------------------- | ---------------------- | ------------------- | -------------------- |
| 3.01 | Loved to Death        | Unsterblich verliebt   | 15. Juni 1991       | 6. Oktober 1996      |
| 3.02 | Carrion Death         | Der Aasgeier           | 15. Juni 1991       | 14. Januar 1996      |
| 3.03 | The Trap              | Die Falle              | 15. Juni 1991       | 24. Dezember 1995    |
| 3.04 | Abra Cadaver          | Abra Kadaver           | 19. Juni 1991       | 7. Januar 1996       |
| 3.05 | Top Billing           | Die Hauptrolle         | 26. Juni 1991       | 7. April 1996        |
| 3.06 | Dead Wait             | Tödlicher Hinterhalt   | 3. Juli 1991        | 17. Dezember 1995    |
| 3.07 | The Reluctant Vampire | Der schüchterne Vampir | 10. Juli 1991       | 24. Dezember 1996    |
| 3.08 | Easel Kill Ya         | Die Farben des Todes   | 17. Juli 1991       | 13. Juni 1997        |
| 3.09 | Undertaking Palor     | Vorsicht Kamera!       | 24. Juli 1991       | 14. April 1996       |
| 3.10 | Mournin' Mess         | Das Totengericht       | 31. Juli 1991       | 18. August 1996      |
| 3.11 | Split Second          | Aus eins mach zwei     | 7. August 1991      | 21. Januar 1996      |
| 3.12 | Deadline              | Nur die Story zählt    | 14. August 1991     | 13. Juni 1997        |
| 3.13 | Spoiled               | Abel mit dem Kabel     | 21. August 1991     | 21. April 1996       |
| 3.14 | Yellow                | Der Feigling           | 28. August 1991     | N/A                  |

### Staffel 4 (1992)
| Nr.  | Originaltitel             | Deutscher Titel                 | US-Erstausstrahlung | Dt. Erstausstrahlung |
| ---- | ------------------------- | ------------------------------- | ------------------- | -------------------- |
| 4.01 | None but the Lonely Heart | Ball der einsamen Herzen        | 27. Juni 1992       | 10. Dezember 1995    |
| 4.02 | This'll Kill Ya           | Tödlicher Denkzettel            | 27. Juni 1992       | 28. April 1996       |
| 4.03 | On a Deadman's Chest      | Brennende Liebe                 | 27. Juni 1992       | 24. März 1996        |
| 4.04 | Seance                    | Die Frau ohne Herz              | 4. Juli 1992        | 5. Mai 1996          |
| 4.05 | Beauty Rest               | Innere Werte                    | 11. Juli 1992       | 20. Oktober 1996     |
| 4.06 | What's Cookin             | Das Spezialmenü                 | 22. Juli 1992       | 11. Februar 1996     |
| 4.07 | The New Arrival           | Der Nachfolger                  | 25. Juli 1992       | 3. März 1996         |
| 4.08 | Showdown                  | Der Revolverheld                | 1. August 1992      | N/A                  |
| 4.09 | King of the Road          | Die Herausforderung             | 8. August 1992      | N/A                  |
| 4.10 | Maniac at Large           | Der Serienmörder                | 19. August 1992     | 13. Juni 1997        |
| 4.11 | Split Personality         | Doppelt genäht hält besser      | 26. August 1992     | 25. Februar 1996     |
| 4.12 | Strung Along              | Der Puppenspieler               | 2. September 1992   | 12. Mai 1996         |
| 4.13 | Werewolf Concerto         | Das Werwolf-Konzert             | 9. September 1992   | 28. Januar 1996      |
| 4.14 | Curiosity Killed          | Das Geheimnis der ewigen Jugend | 16. September 1992  | 19. Mai 1996         |

### Staffel 5 (1993)
| Nr.  | Originaltitel                    | Deutscher Titel                | US-Erstausstrahlung | Dt. Erstausstrahlung |
| ---- | -------------------------------- | ------------------------------ | ------------------- | -------------------- |
| 5.01 | Death of Some Salesmen           | Der verkaufte Tod              | 2. Oktober 1993     | 18. Februar 1996     |
| 5.02 | As Ye Sow                        | Die Geister, die ich rief      | 2. Oktober 1993     | 27. Oktober 1996     |
| 5.03 | Forever Ambergris                | Ein Souvenir mit Folgen        | 2. Oktober 1993     | 10. März 1996        |
| 5.04 | Food for Thought                 | Der große Zambini              | 6. Oktober 1993     | 16. Juni 1996        |
| 5.05 | People Who Live in Brass Hearses | Zwischen Müll und Leichenwagen | 13. Oktober 1993    | 17. März 1996        |
| 5.06 | Two for the Show                 | Koffer nach Chicago            | 20. Oktober 1993    | 2. Juni 1996         |
| 5.07 | House of Horror                  | Das Haus des Schreckens        | 27. Oktober 1993    | 25. August 1996      |
| 5.08 | Well Cooked Hams                 | Der Zauberlehrling             | 3. November 1993    | 29. September 1996   |
| 5.09 | Creep Course                     | Die unsterbliche Mumie         | 10. November 1993   | 13. Juni 1997        |
| 5.10 | Came the Dawn                    | Wenn die Nacht kommt           | 17. November 1993   | 4. Februar 1996      |
| 5.11 | Oil's Well That Ends Well        | Öl ist ein besonderer Saft     | 24. November 1993   | 31. März 1996        |
| 5.12 | Half-Way Horrible                | Die böse Seite                 | 1. Dezember 1993    | 11. August 1996      |
| 5.13 | Till Death Do We Part            | Das Mörderspiel                | 8. Dezember 1993    | 9. Juni 1996         |

### Staffel 6 (1994–1995)
| Nr.  | Originaltitel                    | Deutscher Titel        | US-Erstausstrahlung | Dt. Erstausstrahlung |
| ---- | -------------------------------- | ---------------------- | ------------------- | -------------------- |
| 6.01 | Let the Punishment Fit the Crime | Hart aber gerecht      | 31. Oktober 1994    | 30. Juni 1996        |
| 6.02 | Only Skin Deep                   | Mollys Masken          | 31. Oktober 1994    | 7. Juli 1996         |
| 6.03 | Whirlpool                        | Geschichte ohne Ende   | 31. Oktober 1994    | 14. Juli 1996        |
| 6.04 | Operation Friendship             | Der einzige Freund     | 9. November 1994    | 21. Juli 1996        |
| 6.05 | Revenge is the Nuts              | Blinde Rache           | 16. November 1994   | 13. Oktober 1996     |
| 6.06 | The Bribe                        | Pakt mit dem Teufel    | 23. November 1994   | 28. Juli 1996        |
| 6.07 | The Pit                          | Der Todeskäfig         | 30. November 1994   | 1. September 1996    |
| 6.08 | The Assassin                     | Wer ist Ronnie?        | 7. Dezember 1994    | 8. September 1996    |
| 6.09 | Staired in Horror                | Stufen des Grauens     | 14. Dezember 1994   | 13. Juni 1997        |
| 6.10 | In the Groove                    | Der Radioschocker      | 21. Dezember 1994   | 13. Juni 1997        |
| 6.11 | Surprise Party                   | Die Überraschungsparty | 28. Dezember 1994   | 22. September 1996   |
| 6.12 | Doctor of Horror                 | Der Seelenräuber       | 4. Januar 1995      | 15. September 1996   |
| 6.13 | Comes the Dawn                   | Nacht über Alaska      | 11. Januar 1995     | 13. Juni 1997        |
| 6.14 | 99 & 44/100 Pure Horror          | Seifenblasen           | 18. Januar 1995     | 23. Juni 1996        |
| 6.15 | You, Murderer                    | Tote leben länger      | 25. Januar 1995     | 4. August 1996       |

### Staffel 7 (1996)
| Nr.  | Originaltitel            | Deutscher Titel                  | US-Erstausstrahlung | Dt. Erstausstrahlung |
| ---- | ------------------------ | -------------------------------- | ------------------- | -------------------- |
| 7.01 | Fatal Caper              | Mit den Augen einer Frau         | 19. April 1996      | 3. Oktober 1997      |
| 7.02 | Last Respects            | Drei Wünsche                     | 26. April 1996      | 3. Oktober 1997      |
| 7.03 | A Slight Case of Murder  | Drei auf einen Schlag            | 3. Mai 1996         | 3. Oktober 1997      |
| 7.04 | Escape                   | Die perfekte Flucht              | 17. Mai 1996        | 3. Oktober 1997      |
| 7.05 | Horror in the Night      | Armer Nick                       | 24. Mai 1996        | 3. Oktober 1997      |
| 7.06 | Cold War                 | Zwei vom gleichen Schlag         | 31. Mai 1996        | 26. Dezember 1997    |
| 7.07 | The Kidnapper            | Der Kidnapper                    | 7. Juni 1996        | 3. Oktober 1997      |
| 7.08 | Report from the Grave    | Bericht aus dem Jenseits         | 14. Juni 1996       | 26. Dezember 1997    |
| 7.09 | Smoke Wrings             | Das Versuchskaninchen            | 21. Juni 1996       | 26. Dezember 1997    |
| 7.10 | About Face               | Die Kehrseite                    | 28. Juni 1996       | 26. Dezember 1997    |
| 7.11 | Confession               | Jack ist der beste!              | 5. Juli 1996        | 26. Dezember 1997    |
| 7.12 | Ear Today… Gone Tomorrow | Wer nicht hören kann muß fühlen! | 12. Juli 1996       | 3. Oktober 1997      |
| 7.13 | The Third Pig            | Das dritte Schweinchen           | 19. Juli 1996       | 26. Dezember 1997    |

### Filme
| Nr. | Originaltitel     | Deutscher Titel                | US-Erscheinungsdatum                               | Dt. Erscheinungsdatum |
| --- | ----------------- | ------------------------------ | -------------------------------------------------- | --------------------- |
| 1   | Demon Knight      | Ritter der Dämonen             | 13. Januar 1995                                    | 16. März 1995         |
| 2   | Bordello of Blood | Bordello of Blood              | 16. August 1996                                    | 23. Juli 1996         |
| 3   | Ritual            | Das Ritual – Im Bann des Bösen | 18. September 2002 (Philippinen) 2. Mai 2006 (USA) | 23. Juli 2005         |